# NGC 6392
NGC 6392 ist eine 11,7 mag helle Spiralgalaxie vom Hubble-Typ Sab im Sternbild Paradiesvogel am Südsternhimmel. Sie ist schätzungsweise 156 Millionen Lichtjahre von der Milchstraße entfernt und hat einen Durchmesser von etwa 60.000 Lj.
Das Objekt wurde am 17. Juni 1835 von John Herschel mit einem 18-Zoll-Spiegelteleskop entdeckt, der bei zwei Beobachtungen „pF, S, R, glbM, 20 arcseconds, 50 stars in field“ und „F, S, R, glbM, 20 arcseconds, has a star 13m S.p. (one radius of neb from edge by diagram)“ notierte.